# Бен Хур (роман)
Бен Хур (eng. Ben-Hur: A Tale of the Christ) је историјско фикцијски роман америчког писца Луиса Воласа из 1880. године.
Прича говори о авантурама Јуде Бен Хура, јеврејског принца кога су неправедно оптужили и послали на галију као роба. Након више година проведених у борби за Римско царство враћа се кући са жељом да се освети онима који су га издали.
Јуда Бен Хур је измишљени херој, јеврејски племић из Јерусалима који је живео у 1. веку кога Месала, најбољи пријатељ из детињства лажно оптужује да је покушао да убије римског гувернера Јудеје због чега му одузимају сви имовину, породицу хапсе, а њега шаљу да доживотно буде роб на римским галијама.
Роман је подељен на осам књига које представљају осам делова приче

## Синопсис

### Прва књига
Библијске референце: Матеј 2:1-12, Лука 2:1-20
Три мудраца долазе са истока у Витлејем како би чули вест о Христовом рођењу. Египћанин Балтазар поставља шатор у пустињи, где му се убрзо придружују Мелхор хиндуистички свештеник и грк Гаспар. Тад откривају да их је спојио заједнички циљ и мисија. Током ноћи они виде сјајну звезду на небу и то сматрају знаком да требају да је прате. Пратећи звезду кроз пустињу стижу у Јудеју.
Код Џафа капије у Јерусалиму Марија и Јосиф одлучују да направе паузу од свог пута од Назарета до Витлејема, али у градској гостионици нема места и они крећу даље. Марија је трудна и убрзо почиње да се порађа. Град им више није тако близу, па налазе пећину на падини где су пролазили и она ту рађа Исуса. Тад анђели најављују Христов долазак и многи шире вест о томе и долазе да му се поклоне. Тад и мудраци долазе у Јерусалим и распитују се о Христу.
Ирод Велики постаје љут кад чује да се спомиње неки нови краљ и сматра Христа као директну претњу. Тад од већа Санхедрин тражи да сазнају всти о томе и сазнају по ком основу људи Христа називају краљем. Они му доносе пророчанство Светог пророка Михеја које говори о доласку владара из Витлејема.

### Друга књига
Библијске референце: Лука 2:51-52
Јуда Бен Хур, син Итамаров, је принц јудејске краљевске породице. Његов најбољи пријатељ из детињства, Месала је син римског порезника који одлази на петогодишње школовање у Рим. После школовања Месала се враћа са школовања са другим погледима са свет и окружење и руга се Јуди и његовој религији, па њих двојица прекидају дугогодишње пријатељство.
Валерије Грат, четврти римски перфект Јудеје је једном приликом са поворком пролазио поред Јудине куће. Јуда и његова породица са своје терасе на крову куће посматрају пролазак, кад случајно обарају један лабав цреп који је могао да удари гувернера. Тад Месала искористи прилику и издаје Јуду кога хапсе и оптужују за покушај атентата.
Без икаквог суђења његову породицу тајно затварају у тврђаву Антонија и плене сву њихову имовину. Њега исто без суђења шаљу на римску галију доживотно као роба. Док су га одводили да робује на галији током пута упознаје младог столара Исуса који му нуди воду, што дубоко дирне Јуду и јача његову решеност да преживи и освети се једног дана.

### Трећа књига
У Италији, грчки гусарски бродови нападају и пљачкају римске бродове у Егејском мору. Римски перфект Сејанус наређује римском Квинту Арију да употреби ратне бродове империје за борбу против пирата. У тим биткама је учествовао и Јуда који је као и остали робови био везан ланцима и био задужен за веслање и покретање галија.  Јуда преживљава три тешке године као роб, а једино што га је одржавало у животу је била жеља за осветом. Квинт Арије је био импресиониран Јудом, његовим држањем и испитује га о свом животу. Запањен је кад је сазнао његову причу и како је Хуров син завршио као роб. Тад Арије каже Јудином господару да га више не закључава. То га је убрзо и спасило кад је у једној борби њихов брод оштећен и када је потонуо. Током потонућа брода Јуда спасава једног римљанина са брода од утапања и плутају на остацима брода док их после неког времена не нађу и спасе римски бродови. У тој бици су римљани победили, а Арије је хваљен као херој. Потом се они враћају у Мизенум где Арије усваја Јуду као свог сина, чиме га ослобађају робовања и постаје римски грађанин.

### Четврта књига
Јуда је наредних пет година тренирао рвање у римским палестрама пре него је постао Аријев наследник након његове смрти. Путујући послом у Антиохију Јуда сазнаје да главни слуга његовог правог оца, роб Симонид живи у том граду и да му је остављена нека очева имовина коју је он паметно уложио и постао богат. Тад Јуда посећује Симонида и каже му ко је, али он тражи неки доказ о његовом идентитету што Јуда нема. После Јудиног одласка Симонид шаље свог слугу Малуха да га прати и сазна јел то истина да је он Хуров син.
Јуда после одлази у арену где се одржавају трке кочија и тамо види свог старог пријатеља који га је издао, а који сад вози једну од кочија и спрема се за предстојећи турнир. Тад се Јуда желећи освету пријављује као возач шеикових кочија како би га понизио. Сплетом околности Јуда тамо среће и Балтазара, једног од три мудраца који прича Јуди да се Христ приближава 30-ој години живота и да је спреман да обелодани своје порекло.
Током Јудиног боравка тамо и Месала сазнаје да је то он и да је сад римски грађанин.

### Пета књига
Месала шање писмо Валерију Грату о његовом открићу везаном за Јуду, али шеик Илдерим успева да пресретне писмо и оно не стиже до Валерија. У међувремену шеик увиђа Јудине способности и вештине са тркачким коњима и одлучује да га прихвати као његовог кочијаша.
Пошто Симонид сад зна да је Јуда говорио истину он даје Јуди цело богатство које је стекао новцем његовог оца, али Јуда прихвата само првобитни износ новца који је Симонид добио, а остало оставља њему због његовог поштења. Тад се уједно они договарају да подрже Христа као законитог краља за кога верују да је спасилац од римске власти.
Дан пред трку Месала открива свима Јудин идентитет представљајући га као осуђеника и изопштеника. Тад Малух у име Симонида изазива Месалу да се кладе у победу за сутрашњи турнир на шта Месала пристаје.
На дан трке Јуда и Месала убрзо постају јасни лидери и могући победници. После доста неизвесних тренутака и борбе Месала покушава да изгура Јудину кочију али се његова распада и он испада из кочије. Јуду крунишу као победника и награђују га док је повређени Месала изгубио велико богатство због опкладе.
Тог дана Јуда добија писмо од Балтазарове ћерке у којем она тражи да оде у римску палату Идерне. Кад оде тамо схвата да је преварен и да је Месала платио једног саксонца, убицу да га убије. Јуда понуди саксонцу 4000 сестерција да каже Месали да га је убио што он и уради. Наводно мртав, Јуда одлази са шеиком у пустињу како би испланирао своју освету.

### Шеста књига
Симонид подмићује Сејануса да уклони Валерија Грата са положаја како би уклонио претњу за Јуду, а на његово место долази Понтије Пилат. Тад Јуда креће у Јерусалим да пронађе мајку и сестру. Пилат прегледава затворске списе и примећује да је Гратус сакрио једну ћелију, где Пилатови војници налазе Јудину мајку и сестру које болују од лепре. Оне бивају ослобођене, али пошто су болесне њих друштво не би прихватило и оне следећег дана одлазе из града.
Римљани планирају да искористе средства из корбанске ризнице јерусалимског храма, за изградњу новог аквадукта. Јеврејски народ тражи од Пилата да стави вето на план. Пилат шаље своје прерушене војнике да се помешају са гомилом, која у договорено време почиње да масакрира демонстранте. Јуда убија римског стражара у двобоју и постаје херој у очима групе галилејских демонстраната.

### Седма књига
Библијске референце: Јован 1:29-34
На састанку у Бетанији Јуда и његови галилејски следбеници организују војску за устанак против Рима. Уз Илдеримову и Симонидову помоћ он оформљује камп за обуку на шеиковој територији у пустињи. Јуда даље креће у Јордан да би се срео са пророком, а тамо среће Балтазара и његову ћерку који су кренули са истом намером. Заједно стижу до Витабаре где се окупила маса да чује проповед Јована Крститеља. Тад један човек прилази Јовану и тражи му да га овај крсти. Јуда препознаје тог човека који му је на почетку робовања дао воду у Назарету.

### Осма књига
Библијске референце: Матеј 27:58-51,  Марко 11:9-11, 14:51-52 Лука 23:26-46, Јован 12:12-18, 18:2-19:30
Током наредне три године Исус проповеда своје јеванђеље по Галилеји, а Јуда постаје један од његових следбеника. Јуда примећује као он следбенике бира међу рибарима, земљорадницима и осталим људима који се сматрају за нижу класу. За то време Симонид је купио Јудину кућу и реновирао је. Пошто је Исус обелоданио нека своја чуда они доводе Јудину мајку и сестру из пећине у којој живе да их Исус излечи. Унрзо након тога Јуда примећује другог Јуду, једног од Исусових следбеника како заједно са свештеницима и војницима иде у правцу Гетсиманског врта, а сутра сазнаје да су јеврејски свештеници судили Исусу пре Пилата и да су га на захтев гомиле осудили на распеће. 
Јуда је шокиран сазнањем да су Исуса издали и да су га присталице напустиле. Јуда одлази на брдо Голготу и нуди Исусу винско сирће како би му узватио услугу кад је он њему дао воду. Тад Јуда и његови пријатељи посвећују своје животе Исусу схватајући да он Није земаљски краљ, већ небески краљ и спаситељ човечанства.
Пет година након распећа Јуда и Естер се венчавају и добијају децу и живе у Мизенуму. 
У десетој години владавине цара Нерона Јуда посећује Симонида, који је и даље успешни трговац и они заједно дају већину свог богатства Антиохијској цркви. Сазнањем да хришћани у Риму пате због Неронове владавине они плове бродом у Рим где одлучују да саграде подземну цркву. Црква одолева вековима и постаје позната као Каликстове катакомбе.

## Настанак и утицај романа
Писац као инспирацију за Јуду Бен Хура наводи своје путовање које му је променило живот и разговор са пуковником и писцем Робертом Ингерсом, познатим агностиком са којим је путовао возом у Индијанополис 1876. године. Њих двојица су расправљали о религији и идеологији, а Волас напушта дискусију сазнањем колико мало зна о хришћанству. Тад одлучује да обави истраживање и сазна чињенице везане за хришћанство. Да би касније, током писања књиге имао аутентичну позадину за своју причу Волас је изучавао и римску историју, географију, културу и обичаје из свакодневног живота обилазећи библиотеке широм Америке.
Убрзо је роман постао синоним за најутицајнији хришћански роман 19. века.
Постаје и најпродаванији роман у Америци, а постаје инспирација за друга дела са библијском тематиком. Папа Лав XIII је благословио роман, први који је добио ту част.

## Адаптације дела
Прва екранизација дела је била 1907. године као тихи кратки филм. 
1959. године кућа МГМ објављује филм Бен-Хур у режији Вилијама Вајлера који се сматра једним од најбољих филмова икада снимљених и поред четири златна глобуса осваја и 11 оскара, па тако поред Титаника и Господара прстенова држи рекорд по броју освојених оскара.
2016. године се појављује још једна филмска екранизација дела у сарадњи са Paramount Pictures.